# Eleazar López Contreras
José Eleazar López Contreras  (n. 5 mai 1883, Queniquea, Táchira, Venezuela - d. 2 ianuarie 1973, Venezuela) a fost un militar, om politic, președintele Venezuelei în perioada 18 decembrie 1935-5 mai 1941 și senator între 1961-1973.